# آمدئی
آمدئی (انگلیسی: Amedei) شرکت صنایع غذایی ایتالیایی است، که در سال ۱۹۹۰ تأسیس شد.